# Roberto Fernández Retamar
Roberto Fernández Retamar (La Habana, 9 de junio de 1930-Ibídem, 20 de julio de 2019) fue un poeta y ensayista cubano.

## Biografía

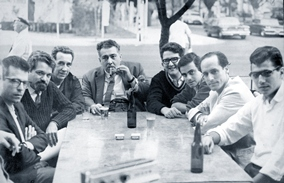
Luis Rogelio Nogueras, Antón Arrufat, Pablo Armando Fernández, Mariano Rodríguez, José Lezama Lima, Heberto Padilla, Sigifredo Álvarez Conesa, Roberto Fernández Retamar y Víctor Casaus en La Habana, en 1950.

Se doctoró en filosofía y letras en la Universidad de La Habana (1954), y realizó estudios de posgrado en las Universidades de París y Londres (1955-1956). Doctor en Ciencias Filológicas, y desde 1955 Profesor de la Universidad de La Habana (desde 1995, Profesor Emérito); entre 1957 y 1958 fue profesor de la Universidad de Yale, y ofreció conferencias, lecturas y cursos, en muchas otras instituciones culturales de América, Europa y Japón. Fue Profesor Honorario de la Universidad de San Marcos, Lima (1986) y doctor honoris causa de las Universidades de Sofía (1989), Buenos Aires (1993) y Central de Las Villas (2011). Fue entre 1947 y 1948 jefe de información de la revista Alba (para la cual entrevistó a Ernest Hemingway), colaborador desde 1951 de la revista Orígenes, director entre 1959 y 1960 de la Nueva Revista Cubana, consejero cultural de Cuba en Francia (1960) y secretario de la Unión de Escritores y Artistas de Cuba (1961‑1964), donde fundó en 1962 y codirigió hasta 1964, junto a Nicolás Guillén, Alejo Carpentier y José Rodríguez Feo, la revista Unión. En 1965 empezó a dirigir la revista que es órgano de la Casa de las Américas, institución que además presidió de 1986-2019. Fundó en 1977 y dirigió hasta 1986 el Centro de Estudios Martianos y su Anuario. Desde 1995 fue miembro de la Academia Cubana de la Lengua (que dirigió entre 2008 y 2012), y miembro correspondiente de la Real Academia Española.
Sobre su obra, en una entrevista dada a Trilce en 1968, señaló:

Debo decir que tengo una desconfianza enorme sobre lo que un autor pueda decir de sí. Trabado entre modestias y vanidades (que pueden ser lo mismo), y sobre todo impedido insalvablemente de mirarse con los ojos con que los ven —y sobre todo lo verán— los otros, su testimonio sólo puede tomarse con las mayores cautelas . Desautorizadas así la líneas que siguen, añadiré que quizás en el futuro, si algún ocioso quiere ocuparse de mis versos, descubrirá que, después de ilusionados pastiches, a mis veintitantos años, voluntariamente influido por la poesía inglesa (que en general conocí y sigo conociendo mal, pero así son las cosas), y especialmente por Eliot (que acaso conocía un poco menos mal), y queriendo salir de un ambiente poético enrarecido, di en buscar una poesía que se acercara a la conversación en su idioma, a los inmediato en sus asuntos (...) pero no fue sino hasta la Revolución Cubana, en 1959, que empecé a trabajar con ese idioma que había intuido, necesitado. La conmoción histórica y psicológica (¿cómo podría ser de otro modo?), que ha sido, que está siendo, este acontecimiento, y la violencia, la inmediatez de las cosas que me rodean, lo explican suficientemente. ...) Lo que uno quisiera es (...) que la poesía, en fin, sea leída como uno leyó la poesía: porque era la vida misma, incandescente. (Trilce, V, 14, 1968-1969, págs. 40-41).
Roberto Fernández Retamar

## Teoría literaria
Su pensamiento literario queda reflejado en la siguiente cita: 

A lo largo de nuestra difícil historia, no nos han faltado contribuciones valiosas, y aun muy valiosas, a esa tarea colectiva que tenemos por delante, y a la que ofrecen un modesto aporte las páginas precedentes: la de precisar los verdaderos aspectos teóricos de nuestra literatura. Desde la polémica Bello-Sarmiento hasta la tarea fundadora de Martí; y desde los estudios indispensables de Pedro Henríquez Ureña y Alfonso Reyes hasta nuestros días, tales aportes constituyen un corpus que en gran medida espera aún su apreciación, articulación y utilización adecuadas. Un capítulo decisivo en la historia de esa meditación fue iniciado por José Carlos Mariátegui al introducir el materialismo dialéctico e histórico en los estudios literarios […] Y el que, como paso indispensable para elaborar nuestra propia teoría literaria, insista en rechazar la imposición indiscriminada de criterios nacidos de otras literaturas, no puede ser visto, en forma alguna, como resultado de una voluntad aislacionista. La verdad es exactamente lo opuesto. Necesitamos pensar nuestra concreta realidad, señalar sus rasgos específicos, porque sólo procediendo de esa manera, a lo largo y ancho del planeta, conoceremos lo que tenemos en común, detectaremos los vínculos reales, y podremos arribar un día a lo que será de veras la teoría general de la literatura general”. (Para el perfil definitivo del hombre, La Habana, 1995, págs. 220-221).
Roberto Fernández Retamar

Entre sus ensayos más conocidos se cuentan La poesía contemporánea en Cuba (1927-1953), Antipoesía y poesía conversacional en Hispanoamérica, Modernismo, 98, subdesarrollo, Calibán, Nuestra América y Occidente y Contra la Leyenda Negra.

## Premios
- Premio Nacional de Poesía por su libro Patrias, en 1951.
- Premio Latinoamericano de Poesía Rubén Darío.
- Premio Internacional de Poesía Nikola Vaptsarov de Bulgaria.
- Premio Internacional de Poesía Pérez Bonalde, de Venezuela.
- Premio de la Crítica Literaria por Aquí en 1996.
- Medalla oficial de las Artes y las Letras, otorgada en Francia, en 1998.
- Premio Juchimán de Plata, en 2004
- Premio Internacional Fernando Ortiz, en 2015
- Premio Latinoamericano y Caribeño de Ciencias Sociales CLACSO, en 2017
- Premio Internacional UNESCO/ José Martí, en 2019

## Obra

### Poesía
- Elegía como un himno, La Habana, 1950
- Patrias. 1949-1951, La Habana, 1952
- Alabanzas, conversaciones. 1951-1955, México, 1955
- Vuelta de la antigua esperanza, La Habana, 1959
- En su lugar, la poesía, La Habana, 1959
- Con las mismas manos. 1949-1962, La Habana, 1962
- Historia antigua, La Habana, 1964
- Poesía reunida. 1948-1965, La Habana, 1966
- Buena suerte viviendo, México, 1967
- Que veremos arder, La Habana, 1970. Publicado simultáneamente en Barcelona en Ed. El Bardo con el título de Algo semejante a los monstruos antediluvianos
- A quien pueda interesar (Poesía 1958-1970), México
- Cuaderno paralelo, La Habana, 1973
- Circunstancia de poesía, Buenos Aires, 1974
- Revolución nuestra, amor nuestro, La Habana, 1976
- Palabra de mi pueblo. Poesía 1949-1979, La Habana, 1980
- Circunstancia y Juana, México, 1980 (consta de Circunstancia de poesía y Juana y otros poemas personales)
- Juana y otros poemas personales, Managua, 1981
- Poeta en La Habana, Barcelona, 1982
- Hacia la nueva, La Habana, 1989
- Hemos construido una alegría olvidada. Poesías escogidas (1949-1988), Madrid, 1989
- Mi hija mayor va a Buenos Aires, La Habana, 1993
- Algo semejante a los monstruos antediluvianos. Poesías escogidas 1949-1988, La Habana, 1994
- Las cosas del corazón, La Habana, 1994
- Una salva de porvenir, Matanzas, Cuba, 1995
- Aquí, Caracas, 1995
- Esta especie de poema. Antología poética, Puerto Rico, 1999
- Versos, La Habana, 1999.
- Felices los normales. Poesías escogidas 1994-1999, México, 2002.
- De una pluma de faisán. Poetas en mis poemas, Córdoba (España), 2004.
- Antología personal, México, 2004.
- Nuestro fuego, Lima, 2006.
- Cinco poemas griegos, La Habana, 2006.
- Lo que va dictando el fuego, Caracas, 2008.
- Conversa. Antoloxía 1951-1996, Vigo, 2009.
- Nosotros los sobrevivientes. Antología poética, Santiago de Chile, 2010.
- Vuelta de la antigua esperanza, La Habana, 2010.
- Una salva de porvenir. Nueva antología personal, Buenos Aires, 2012.
- Circonstances de la poésie, París, 2014.
- Historia antigua, La Habana, 2015.

### Ensayo
- La poesía contemporánea en Cuba. 1927-1953, La Habana, 1954
- Idea de la estilística, La Habana, 1983
- Papelería, Universidad Central de Las Villas, 1962
- Ensayo de otro mundo, La Habana, 1967
- Introducción a Cuba. Historia, La Habana, 1968
- Calibán, México, 1971
- El son de vuelo popular, La Habana, 1972
- Lectura de Martí, México, 1972
- Para una teoría de la literatura hispanoamericana, La Habana, 1975
- Acerca de España. Contra la Leyenda Negra, Medellín, 1977
- Introducción a José Martí, La Habana, 1978
- Algunos problemas teóricos de la literatura hispanoamericana, Cuenca, 1981
- Para el perfil definitivo del hombre (prólogo de Abel Prieto), La Habana, 1981
- Entrevisto, La Habana, 1982
- José Martí: semblanza biográfica y cronología mínima (con Ibrahím Hidalgo Paz), La Habana, 1982
- Naturalidad y modernidad en la literatura martiana, Montevideo, 1986
- Algunos usos de civilización y barbarie, Buenos Aires, 1989
- Ante el Quinto Centenario, 1992
- José Martí. La encarnación de un pueblo, Buenos Aires, 1993
- Cuando un poeta muere, Matanzas, Cuba, 1994
- Nuestra América: cien años, y otros acercamientos a Martí, La Habana, 1995
- Cuba defendida, La Habana, 1996
- Recuerdo a, La Habana, 1998
- La poesía, reino autónomo, La Habana, 2000